# Women20

W20-Logo zum G20-Gipfel in Hamburg 2017

Women20 (Abkürzung W20, deutsch „Frauen20“) ist – in Anlehnung an die „G20“ – „einer der jüngsten G20-Dialogprozesse“ mit dem Hauptziel, Frauen wirtschaftlich zu stärken und Geschlechtergerechtigkeit ins Zentrum der G20 zu stellen.

## Ziele
Das Hauptziel von W20 ist es nach eigener Aussage, „die wirtschaftliche Stärkung von Frauen zu einem integralen Bestandteil der G20-Prozesse werden zu lassen“. „Die W20 schließt sich in einem breiten Dialog den weltweiten Erfahrungen von weiblich geführten zivilgesellschaftlichen Organisationen sowie Unternehmerinnenverbänden an, um im Rahmen der G20-Verhandlungen starke Empfehlungen einzubringen.“
Unter der deutschen Präsidentschaft der W20 wurden 2017 vier Schwerpunktthemen festgelegt:
- Inklusion auf dem Arbeitsmarkt: Steigerung der Erwerbsbeteiligung von Frauen sowie des Stellenwerts von traditionell von Frauen ausgeführten Tätigkeiten
- Finanzielle Inklusion: Die Förderung von weiblichem Unternehmertum sowie Zugang zu Kapital für Frauen
- Digitale Inklusion: Überwindung der geschlechtsspezifischen Kluft im digitalen Bereich
- Stärkung der W20: Geschlechtergerechtigkeit und die wirtschaftliche Stärkung von Frauen im Zentrum der G20-Prozesse

## Dialogprozess
Im Rahmen der deutschen G20-Präsidentschaft 2017 bekamen der Deutsche Frauenrat und der Verband deutscher Unternehmerinnen (VdU) von der Bundesregierung den Auftrag, den Dialogprozess Women20 zu organisieren.

## W20-Gipfel
Im Oktober 2015 fand unter der türkischen G20-Präsidentschaft ein erstes Arbeitstreffen der W20 in Antalya statt: „Dort wurden Forderungen sowie Maßnahmen formuliert, mit denen die ökonomische Beteiligung von Frauen in den G20-Mitgliedstaaten vorangetrieben und ihre Wirtschaftskraft gestärkt werden sollen.“ Die Themen wurden von der nachfolgenden chinesischen G20-Präsidentschaft weiter aufgegriffen, hierfür wurde auf dem W20-Summit („W20-Gipfel“) 2016 ebenfalls eine Abschlusserklärung (W20-Communiqué) erstellt und zum G20-Gipfel in Hangzhou 2016 an die G20 übergeben.
Im Vorfeld des G20-Gipfels in Hamburg 2017 im Rahmen der deutschen G20-Präsidentschaft am 7. und 8. Juli 2017 in Hamburg fand als Abschluss des „W20-Dialogprozesses 2017“ ein weiterer W20-Gipfel am 25. und 26. April im Hotel InterContinental in Berlin statt. Er stand unter dem Motto „Vielfältig, belastbar, zukunftsfähig – Stabilisierung von Wirtschaft und Gesellschaft – Durch die Stärkung der Rolle der Frau“. Der Deutsche Frauenrat und der Verband deutscher Unternehmerinnen (VdU) wurden von der Bundesregierung beauftragt, diesen Dialogprozess zu organisieren; das Women Political Leaders Global Forum (WPL) („Globales Forum führender Politikerinnen“) nahm an dem Gipfel teil.

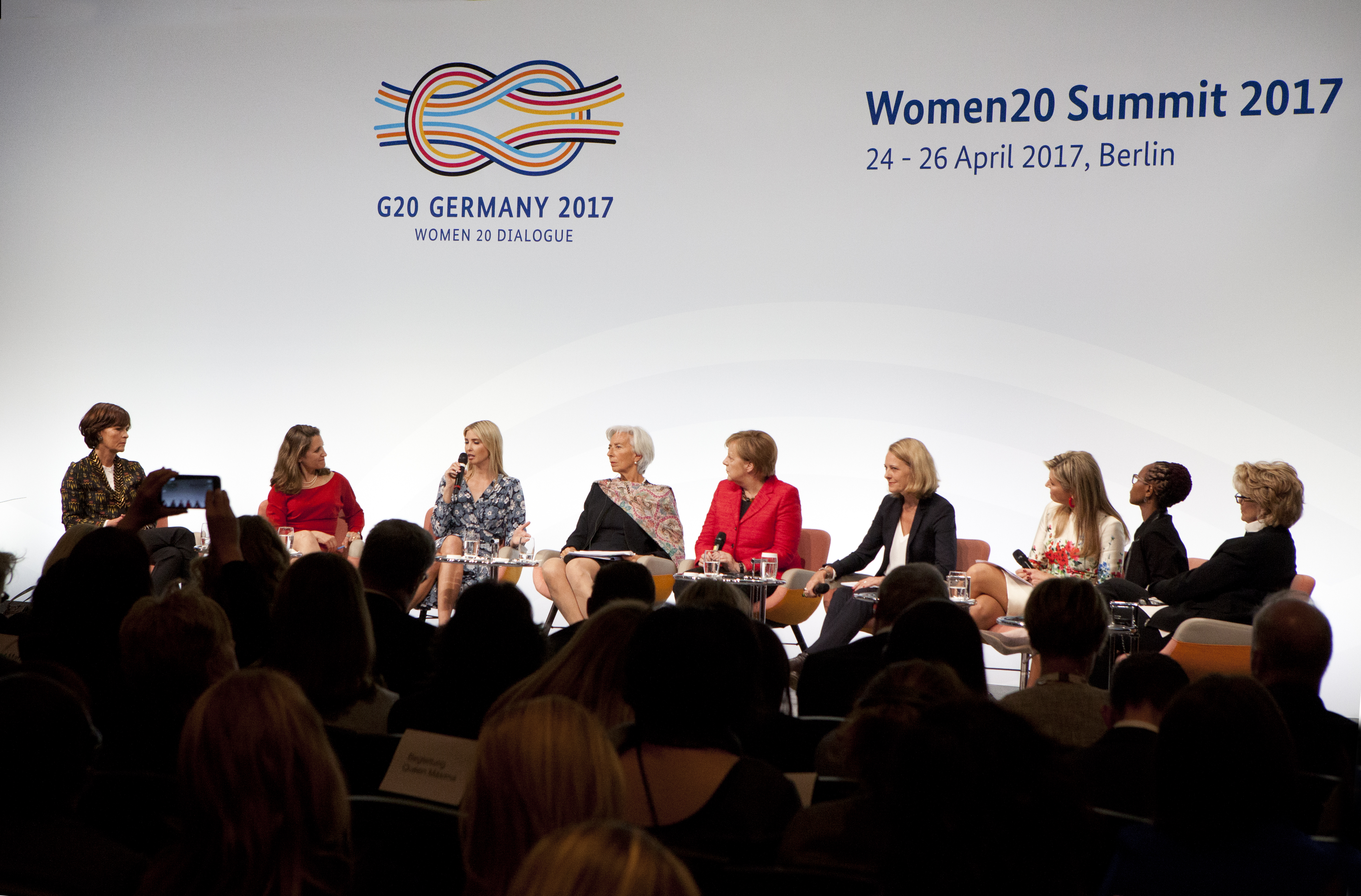
Diskussion in Berlin 2017

Unter anderen Stephanie Bschorr, Präsidentin des VdU, Chrystia Freeland, kanadische Außenministerin, Christine Lagarde, geschäftsführende Direktorin des Internationalen Währungsfonds (IWF), Königin Máxima der Niederlande sowie auf Einladung von Angela Merkel Ivanka Trump, Tochter und eine der Hauptberaterinnen des amtierenden US-Präsidenten Donald Trump waren unter den Teilnehmerinnen. Eine Diskussionsrunde am 25. April wurde von Miriam Meckel moderiert. Verschiedene im Frühjahr 2017 stattgefundene „Roundtables“ („Runde Tische“) haben Inhalte für ein entsprechendes W20-Communiqué aufgearbeitet, welches der amtierenden G20-Präsidentin, der deutschen Bundeskanzlerin Angela Merkel überreicht wird, parallel wird ein Netzwerk aus Vertreterinnen von Frauenverbänden und Unternehmerinnen der G20-Staaten aufgebaut.
Zum Abschluss des Gipfels wurde der Forderungskatalog an Merkel überreicht: Neben dem „25 by 25“-Ziel (Steigerung der Frauen-Beschäftigungsquote um 25 Prozent bis 2025) verlangt das Communiqué auch mehr Unterstützung für Frauen als Unternehmerinnen und eine systematische Berücksichtigung der Geschlechtergerechtigkeit in der G20-Politik.
Anschließend wurde die Verantwortung auf die Vertreterinnen Argentiniens übergeben, welches 2018 den Vorsitz der G20 übernahm.